# Amblyscirtes epiphyes
Amblyscirtes epiphyes är en fjärilsart som beskrevs av Dyar 1905. Amblyscirtes epiphyes ingår i släktet Amblyscirtes och familjen tjockhuvuden. Inga underarter finns listade i Catalogue of Life.